# Agenti nucleanti
In chimica, si definiscono agenti nucleanti alcune molecole di sostanze capaci di innescare la nucleazione. Più in generale, sono così definiti alcuni additivi per materie plastiche.
Sono in genere metalli alto fondenti, poco solubili nel metallo base, che danno origine a un elevato numero di germi cristallini, consentendo la formazione di una lega a grana fine in condizioni di raffreddamento lento.
Ce ne sono numerosi, prodotti che vengono in continuazione inseriti nel mercato. Ad esempio, la società Great Lakes nel 2004 ha annunciato la produzione dell'agente nucleante Clearlite NU 004 e del nucleante chiarificante Clearlite NU 005.